# Christoph Herle
Christoph Herle (ur. 9 listopada 1955 w Königstein im Taunus) – niemiecki lekkoatleta, długodystansowiec, olimpijczyk. W czasie swojej kariery reprezentował Republikę Federalną Niemiec.
Zajął 14. miejsce w biegu na 5000 metrów na mistrzostwach Europy w 1978 w Pradze.
Zdobył srebrny medal w biegu na 3000 metrów na halowych mistrzostwach Europy w 1979 w Wiedniu, przegrywając jedynie z Markusem Ryffelem ze Szwajcarii, a wyprzedzając Aleksandra Fiedotkina ze Związku Radzieckiego. Na halowych mistrzostwach Europy w 1981 w Grenoble zajął w tej konkurencji 5. miejsce. Zajął 13. miejsce w biegu na 5000 metrów na mistrzostwach Europy w 1982 w Atenach. Zajął 8. miejsce w finale biegu na 10 000 metrów oraz nie wystartował w eliminacjach biegu na 5000 metrów na mistrzostwach świata w 1983 w Helsinkach.
Na igrzyskach olimpijskich w 1984 w Los Angeles zajął 5. miejsce w biegu na 10 000 metrów oraz nie ukończył biegu półfinałowego na 5000 metrów, a na światowych igrzyskach halowych w 1985 w Paryżu zajął 7. miejsce w biegu na 3000 metrów. Zajął 3. miejsce w finale pucharu Europy w 1985 w Moskwie w biegu na 10 000 metrów. Na mistrzostwach Europy w 1986 w Stuttgarcie zajął 15. miejsce w biegu na 10 000 metrów.
Ośmiokrotnie startował w mistrzostwach świata w biegach przełajowych zajmując następujące miejsca:  1978 w Glasgow – 16. miejsce, 1979 w Limerick – 16. miejsce, 1980 w Paryżu – nie ukończył, 1981 w Madrycie – 108. miejsce, 1982 w Rzymie – 51. miejsce, 1983 w Gateshead – 41. miejsce, 1984 w Nowym Jorku – 12. miejsce i 1985 w Lizbonie – 7. miejsce.
Herle był mistrzem RFN w biegu na 10 000 metrów w latach 1983–1986 oraz brązowym medalistą na tym dystansie w 1979 i 1981, a w biegu na 5000 metrów był wicemistrzem w latach 1989–1982. Był również mistrzem RFN w biegu przełajowym na długim dystansie indywidualnie w latach 1979–1981, 1985 i 1988,oraz w drużynie w latach 1979–1985, 1987 i 1988. W hali Herle był mistrzem swego kraju w biegu na 3000 metrów w 1979 i 1985 oraz wicemistrzem na tym dystansie w 1981 i 1988.
Dwukrotnie poprawiał rekord RFN w biegu maratońskim uzyskując wyniki 2:12:14 16 października 1983 podczas maratonu w Chicago (zajął 5. miejsce) oraz 2:09:23 21 kwietnia 1985 podczas maratonu w Londynie (zajął 4. miejsce). Były to jego jedyne maratony.
Rekordy życiowe Christopha Herle:
- bieg na 1500 metrów – 3:40,17 (7 września 1978, Koblencja)
- bieg na milę – 3:57,52 (5 września 1978, Frankfurt)
- bieg na 3000 metrów – 7:46,90 (17 sierpnia 1983, Berlin)
- bieg na 3000 metrów (hala) – 7:42,97 (16 lutego 1985, Dortmund)
- bieg na 2 mile – 8:32,9 (18 sierpnia 1978, Berlin)
- bieg na 5000 metrów – 13:19,25 (27 lipca 1985, Oslo)
- bieg na 10 000 metrów – 27:50,27 (2 lipca 1985, Sztokholm)
- bieg godzinny – 19 959 m (9 września 1987, Monako)
- bieg maratoński – 2:09:23 (21 kwietnia 1985, Londyn)

Studiował architekturę i historię sztuki na Uniwersytecie Technicznym w Monachium. Następnie założył pracownię architektoniczną.